# Michał Muszalik
Michał Muszalik (ur. 20 stycznia 1994 w Bytomiu) – polski poeta, eseista, autor tomów wierszy.
Ukończył prawo na Uniwersytecie Śląskim. Publikował na łamach „Teologii Politycznej”, „Pressji”, „Nowego Napisu”, „Toposu”, „Almanachu Prowincjonalnego”, „Christianitas”. Jest członkiem Klubu Jagiellońskiego.
Jest autorem dwóch książek poetyckich, Węgiel, kryształ, kamień: wiersze z lat 2012–2015 (Warszawa 2016) oraz Hotel Globo (Katowice 2021).
W 2015 roku stał się laureatem Nagrody Fundacji im. ks. Janusza Pasierba. W 2022 wyróżniony Nagrodą Literacką im. ks. Jana Twardowskiego. W 2022 roku otrzymał "Orfeusza Czytelników" w finale Nagrody Poetyckiej im. Konstantego Ildefonsa Gałczyńskiego za książkę poetycką Hotel Globo. Doceniono „przemyślaną, a zarazem prostolinijną i trafną konstrukcję tomu” opisującego „swoją krainę – Śląsk” i „widoki ziemi”. W 2023 roku otrzymał Nagrodę Miasta Piekary Śląskie w dziedzinie kultury im. Wawrzyńca Hajdy.

## Książki
- Węgiel, kryształ, kamień: wiersze z lat 2012–2015, Warszawa 2016, ISBN 978-83-64210-89-1
- Hotel Globo, Katowice 2021, ISBN 978-83-64210-86-0